# Carl Freundel
Carl Freundel, auch Karl, (* 25. November 1861 in Celle; † 2. Mai 1944 in Peine) war ein deutscher Politiker (DVP).

## Leben
Nach dem Besuch der Volksschule absolvierte Freundel von 1876 bis 1880 eine Schornsteinfegerlehre in Linden, die er mit der Gesellenprüfung abschloss. Ab 1882 leistete er Militärdienst; 1887 erhielt er die Beförderung zum Unteroffizier. Er arbeitete bis 1888 als Schornsteinfegergeselle in Hannover und Peine, ging auf Wanderschaft und war bis 1894 als Geschäftsführer tätig. Nach bestandener Meisterprüfung 1894 war er als Bezirksschornsteinfegermeister in Peine und als Obermeister der Schornsteinfegerinnung für den Bezirk Hildesheim tätig.
Neben seiner beruflichen Tätigkeit sich engagierte Freundel ab 1880 bei der Freiwilligen Feuerwehr in Peine. Er erhielt 1894 die Beförderung zum Hauptmann der Feuerwehr, wurde 1902 zum städtischen Brandmeister ernannt und war später städtischer Branddirektor. Von Juli 1929 bis Februar 1934 war er Vorsitzender des Provinzialfeuerwehrverbandes Hannover.
Freundel war von 1913 bis 1915 Bürgervorsteher, von 1915 bis 1917 Bürgervorsteher-Wortführer und von 1917 bis 1931 ehrenamtlicher Senator der Stadt Peine. Zugleich war er seit 1915 Kreistagsmitglied des Landkreises Peine.
Im Februar 1921 wurde Freundel für die Deutsche Volkspartei (DVP) in den Preußischen Landtag gewählt, dem er bis 1924 angehörte. Im Parlament vertrat er den Wahlkreis 16 (Süd-Hannover). Von 1925 bis 1929 war er Abgeordneter des Provinziallandtages der Provinz Hannover und dort von 1926 bis 1929 Mitglied der Fraktion Arbeitsgemeinschaft.